# Fredede bygninger i Vesthimmerlands Kommune
Denne liste over fredede bygninger i Vesthimmerlands Kommune viser alle fredede bygninger i Vesthimmerlands Kommune, bortset fra kirker. Listen bygger på data fra Kulturarvsstyrelsen.
| Sagsnavn                                    | Komplekstype             | Opførelsesår | Adresse                          | Koordinater                                 | Fredningsår (1. fredning) | ID (Link til Kulturarv.dk) | Billede     |
| ------------------------------------------- | ------------------------ | ------------ | -------------------------------- | ------------------------------------------- | ------------------------- | -------------------------- | ----------- |
| Aggersborggård                              | Hovedbygning (trelænget) | 1758         | Aggersborgvej 170A, 9670 Løgstør | 56°59′38″N 9°15′19″Ø / 56.99383°N 9.25517°Ø |                           | 820-7620-1                 | Upload foto |
| Hessel                                      |                          | 1700         | Hesselvej 40, 9640 Farsø         | 56°41′17″N 9°11′34″Ø / 56.68817°N 9.19279°Ø |                           | 820-177-1                  | Upload foto |
| Hessel                                      |                          | 1700         | Hesselvej 40, 9640 Farsø         | 56°41′17″N 9°11′34″Ø / 56.68817°N 9.19279°Ø |                           | 820-177-2                  | Upload foto |
| Hessel                                      |                          | 1700         | Hesselvej 40, 9640 Farsø         | 56°41′17″N 9°11′34″Ø / 56.68817°N 9.19279°Ø |                           | 820-177-3                  | Upload foto |
| Kanalbetjenthusene ved Lendrup              |                          | 1862         | Klostervej 4, 9670 Løgstør       | 56°56′21″N 9°12′38″Ø / 56.93918°N 9.21060°Ø |                           | 820-11109-1                | Upload foto |
| Kanalbetjenthusene ved Lendrup              |                          | 1862         | Klostervej 4, 9670 Løgstør       | 56°56′21″N 9°12′38″Ø / 56.93918°N 9.21060°Ø |                           | 820-11109-2                | Upload foto |
| Kanalbetjenthusene ved Lendrup              |                          | 1862         | Klostervej 4, 9670 Løgstør       | 56°56′21″N 9°12′38″Ø / 56.93918°N 9.21060°Ø |                           | 820-11109-3                | Upload foto |
| Kanalbetjenthusene ved Lendrup              |                          | 1862         | Klostervej 4, 9670 Løgstør       | 56°56′21″N 9°12′38″Ø / 56.93918°N 9.21060°Ø |                           | 820-11109-4                | Upload foto |
| Kanalfogedboligen og Gitterdragerdrejebroen |                          | 1862         | Kanalvejen 40, 9670 Løgstør      | 56°57′52″N 9°14′26″Ø / 56.96440°N 9.24047°Ø |                           | 820-8949-1                 | Upload foto |
| Kanalfogedboligen og Gitterdragerdrejebroen |                          | 1862         | Kanalvejen 40, 9670 Løgstør      | 56°57′52″N 9°14′26″Ø / 56.96440°N 9.24047°Ø |                           | 820-8949-2                 | Upload foto |
| Koppesmølle Andelsmejeri (tidl.)            |                          | 1932         | Halkærvej 103, 9240 Nibe         | 56°55′10″N 9°30′50″Ø / 56.91932°N 9.51399°Ø |                           | 820-13442-2                | Upload foto |
| Koppesmølle Andelsmejeri (tidl.)            |                          | 1932         | Halkærvej 103, 9240 Nibe         | 56°55′10″N 9°30′50″Ø / 56.91932°N 9.51399°Ø |                           | 820-13442-3                | Upload foto |
| Lerkenfeld                                  |                          | 1540         | Svingelbjergvej 106, 9640 Farsø  | 56°44′06″N 9°22′57″Ø / 56.73496°N 9.38237°Ø |                           | 820-1891-1                 | Upload foto |
| Vitskøl Kloster, Bjørnsholm                 |                          | 1177         | Viborgvej 475, 9681 Ranum        | 56°52′08″N 9°12′46″Ø / 56.86883°N 9.21276°Ø |                           | 820-9849-1                 | Upload foto |